# Cruz occitana

A Cruz occitana.

A cruz occitana (crotz occitana em occitano) — também chamada de cruz de Forcalquier, cruz de Languedoc ou cruz de Toulouse — é o símbolo da Occitânia. Na canção da cruzada, tem o nome de cruz ramondina. Deriva das armas dos condes de Toulouse, dos marqueses da Provença e; provavelmente e antes disso, dos senhores de Forcalquier nessa região.
Essa bandeira é utilizada para representar a língua e a cultura occitanas, sendo geralmente usada como um emblema regional. A cruz de Toulouse é utilizada por certas comunas territoriais que uma vez formaram parte do território correspondente ao da antiga comuna de Toulouse: Midi-Pyrénées, Languedoc-Roussillon e os Altos Alpes.
Em heráldica, a cruz occitana é descrita como uma cruz com os 'braços' voltados para fora, 'vazia' (não-preenchida) e dourada.
A expressão "cruz occitana" é a mais adequada para se referir a essa cruz pois historicamente aparece não apenas em Toulouse e no Languedoc, mas também na Provença, em Rouergue, em Quercy e em Agenês, bem como fora da Occitânia; como por exemplo em Pisa, na Itália.

A bandeira com a cruz e a estrela de sete pontas.

A cruz occitana amarela sob um fundo vermelho, com a estrela do Felibritge de sete pontas acima à direita, é a bandeira moderna da Occitânia.

## Origens da cruz

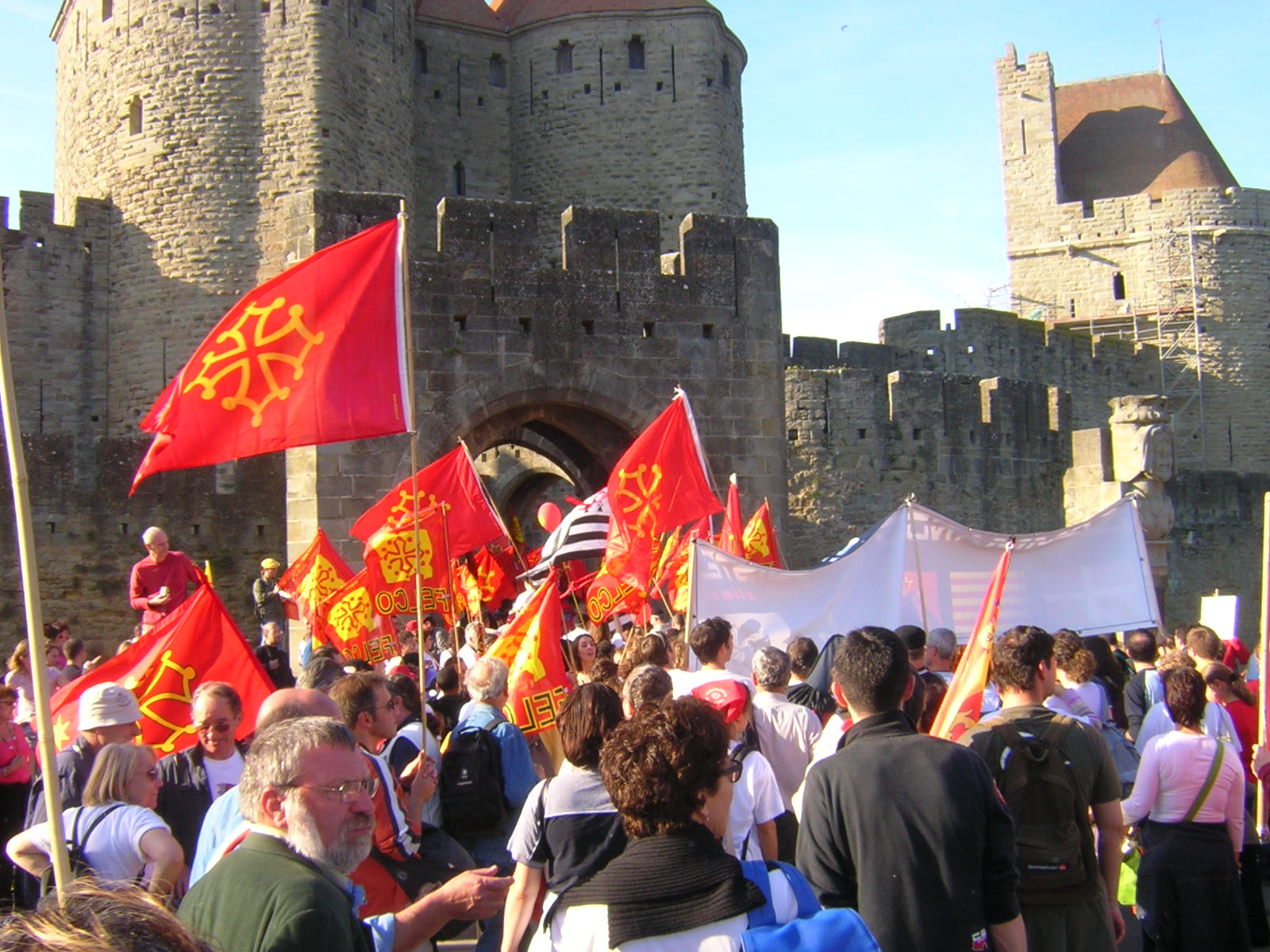
A bandeira occitana em uma manifestação em Carcassone.

Em 1950, Henri Rolland afirmou que a origem da cruz poderia ser remetida ao marquesado da Provença (ao norte de Durance), mais precisamente em Venasque.
Em 1966, Roger Camboulives defendeu a ideia de que a origem da cruz se encontra em uma cruz solar, provavelmente a cruz de São Tomé encontrada no Turquestão chinês. Teria chegada à cidade de Toulouse pelo norte da Itália e Provença (possivelmente no século X). Em 1980, ele insistiria também no papel que teriam tido os Visigodos e suas esferas localizadas na ponta de cada braço da cruz, em um total de doze, podendo representar os doze signos do zodíaco. Essa hipótese faz que a origem da cruz esteja ligada a algum lugar ao redor de Toulouse.
Em 1986, Joan Ives Roier afirmou que a origem da cruz é provençal, mas que o texto de Henri Rolland continha erros de datas e que se tratava, de fato, da cruz de Forcalquier. Apoia-se especialmente em duas cruzes encontradas na tampa de um sarcófago em Ganagobie.
Na revista Archistra de dezembro de 1994, Pierre Saliès afirmou que a origem é de Toulouse e fruto de sucessivas evoluções locais, provavelmente a partir da cruz de Jerusalém.

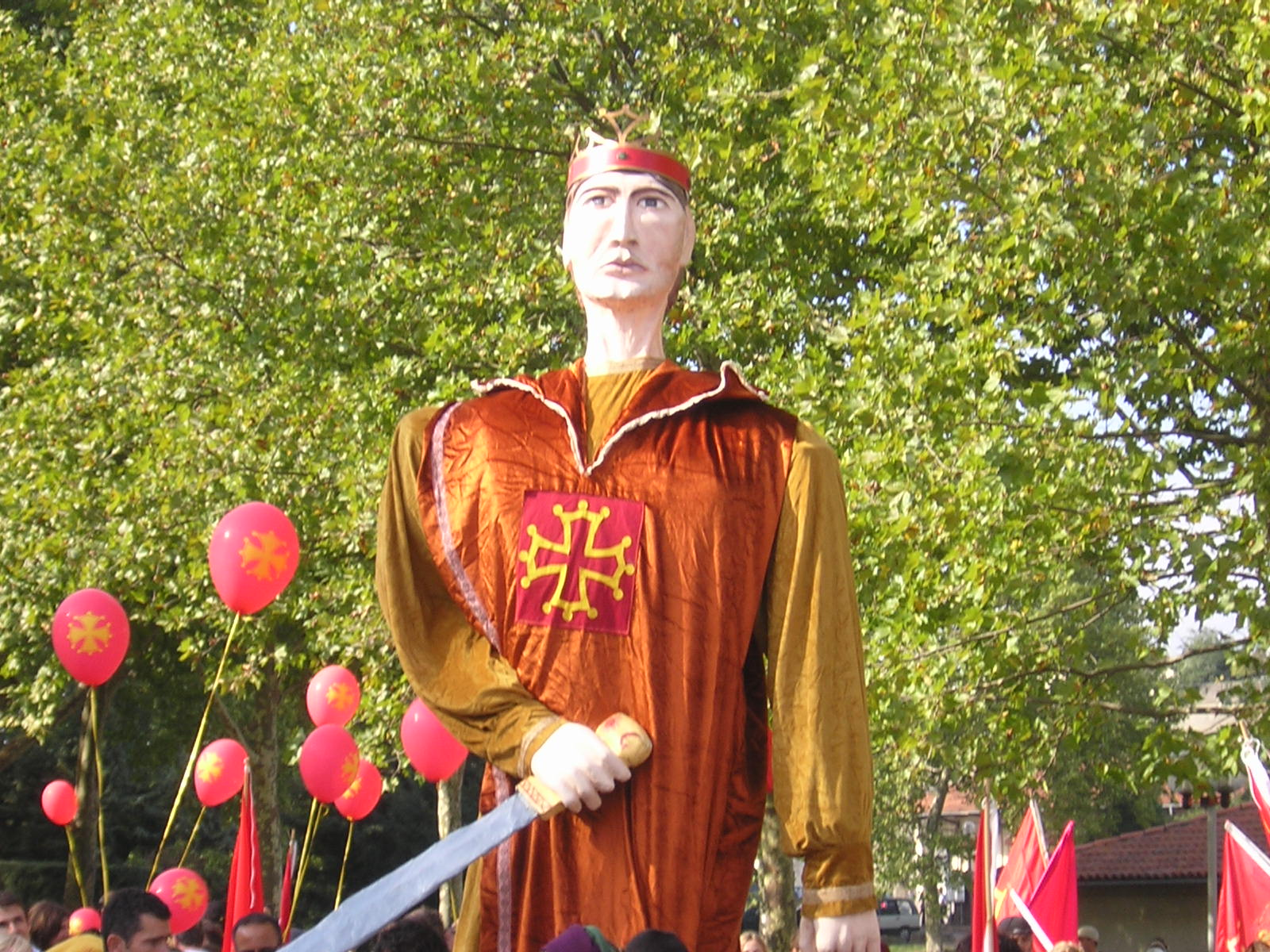
Manifestação occitanista em Carcassone ocorrida em 2005.

Em 1996, Jean Rocacher confirmou que essa cruz "é o primeiro emblema próprio do antigo condado de Venasca, desmembrado das casas de Toulouse e Forcalquier".
No ano 2000, Laurent Macé (Los Comtes de Tolosa e lor entorn) afirmou que a cruz havia se tornado o emblema da família do conde após a participação na primeira cruzada de Raimundo IV; sendo portanto, originária de Constantinopla. Ele indicou que o desenho da cruz possuía uma origem bizantina e que havia se expandido no Ocidente via Itália e Provença. Assim, a cruz de Toulouse e a cruz de Venasque teriam uma origem comum, mas não seriam inspiradas uma da outra. No mesmo ano, Bertran de la Farge (La Crotz Occitana - Loubatière) defendeu que a cruz occitana é originária do marquesado da Provença, provavelmente de Venasque, e que poderia ser uma síntese da cruz de Constantinopla e da cruz cóptica implantada na Provença graças a monges e também graças à ajuda de São Maurício.
Atualmente, os documentos não permitem determinar uma origem única e incontestável. Algo que se pode afirmar, contudo, é que a cruz occitana não tem sua origem na religião cátara. Os cátaros refutavam as imagens e a veneração da cruz, como os muçulmanos e os cristãos-ortodoxos.

## Uso

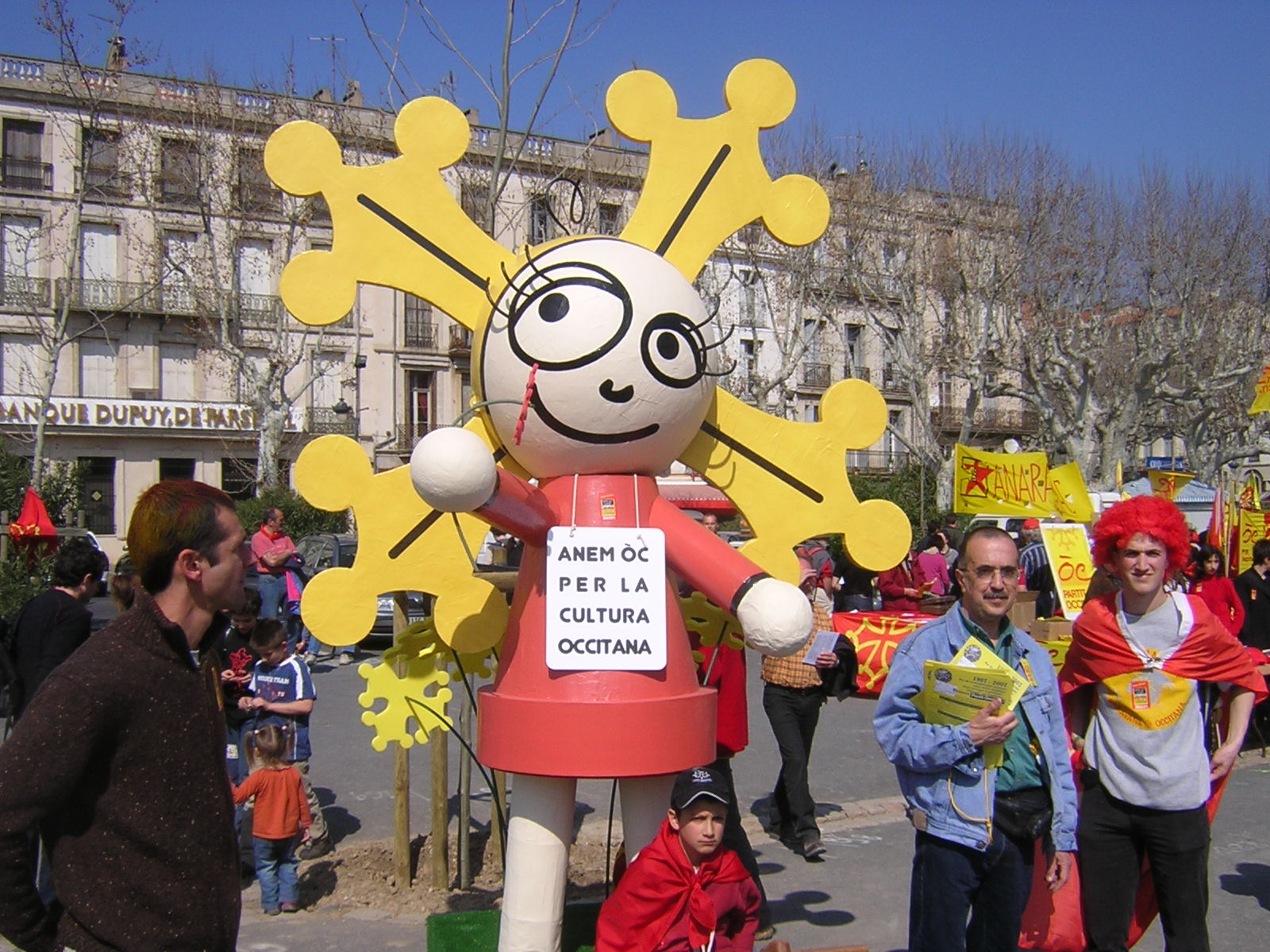
Representação da cruz occitana em uma manifestação em Besièrs.

A primeira aparição da cruz de Toulouse data do reinado de Raimundo V. Existe em particular uma descrição de seu selo datada de 1165. Essa adoção foi particularmente forte no sudoeste francês, expandiu-se século XII principalmente para o norte da França. Diversas interpretações foram feitas sobre essa cruz, mas não exatamente sobre a cruz, e sim insistindo sonre um aspecto "simbólico" do motivo, e esquecendo-se que a heráldica não é um conhecimento sobre o símbolo, mas sobre o emblema (M. Pastoureau). Os membros da família real possuíam o direito de portar o emblema, como Baudoin, irmão de Raimundo VI, que combateria com os cruzados durante a Cruzada albigense.

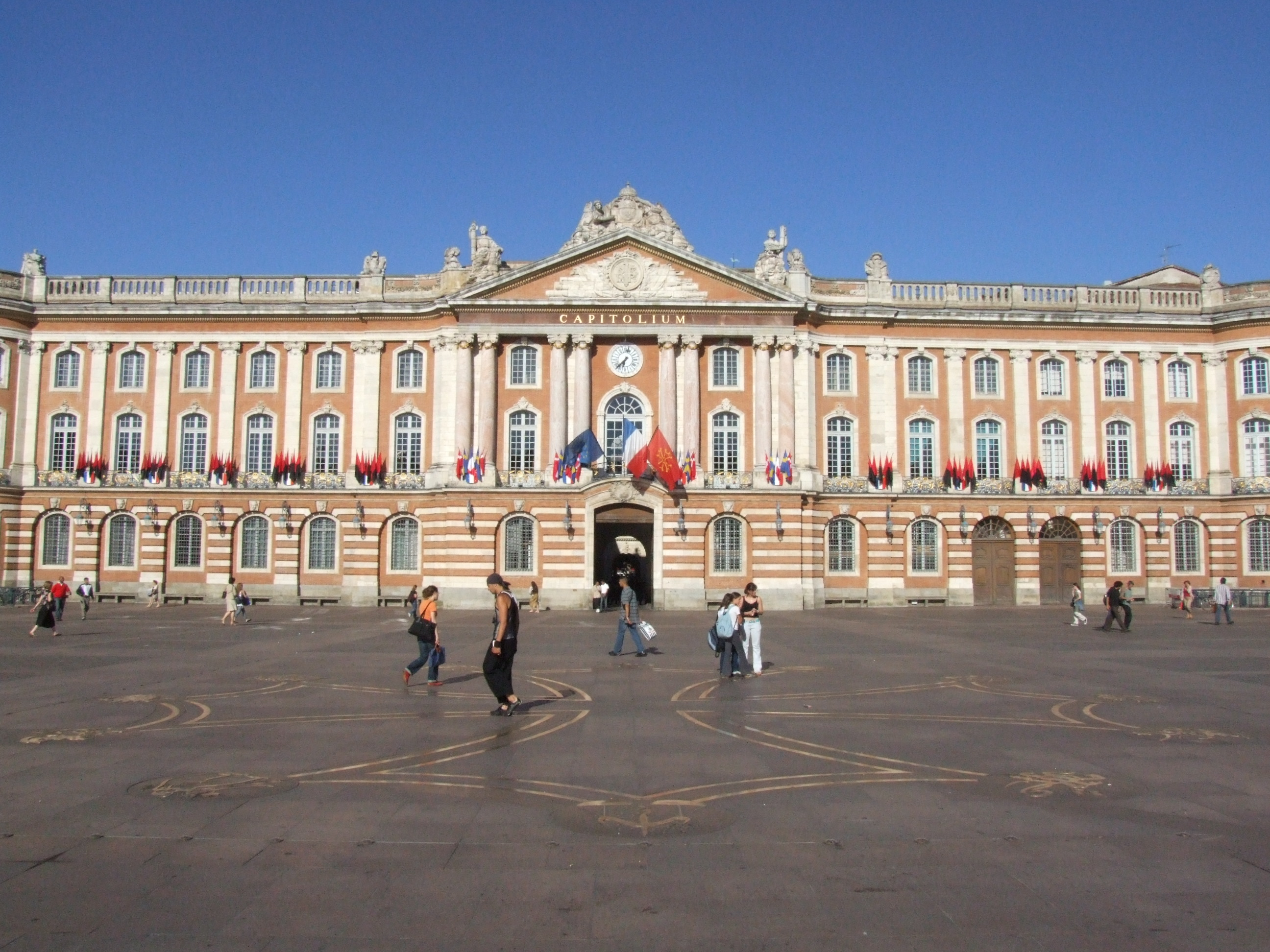
A cruz occitana na praça do capitólio em Toulouse.

A partir de 1249, Amfós de Peitieus torna-se conde de Tolosa e marquês da Provença, escolhendo a cruz de Toulouse como símbolo. Depois da morte de Amfós en 1271, o condado de Toulouse é integrado à França. Com Albi, Besièrs e Carcassone, forma a província de Languedoc. Os Estados de Languedoc guardam como emblema a cruz de Toulouse, que se converte na cruz de Languedoc. A província de Languedoc desapareceu em 1791 com a Revolução Francesa e a criação dos departamentos.
Em 1945, o Institut d'Estudis Occitans (IEO) elige como símbolo a cruz occitana. Tal escolha engendrou uma nova dinâmica em relação à cruz na região de Toulouse. Na década de 1970, a cruz occitana se faz presente nas manifestações dos viticultores e também em Larzac. Além disso, a cruz occitana populariza-se pela Nòva Cançon occitana com Claudi Martí, Patric, Mans de Breish e Maria Roanet. Domenge Baudis utiliza a cruz como estandarte de sua campanha nas eleições municipais de Toulouse. Mais tarde torna-se o símbolo da comuna e, em 1995, Raymond Moretti cria uma enorme cruz occitana para adornar a praça do capitólio da cidade.
Nos Vales Occitanos da Itália, em conformidade com a lei 482-99 concernente às minorias linguísticas, as comunas utilizam cerimonialmente a bandeira occitana em edifícios oficiais. Assim, a cruz occitana está presente em toda Occitânia, podendo ser vista em anúncios publicitários, no interior das casas como decoração, nas equipes esportivas para demonstrar a "coragem occitana", em painéis de sinalização. Tornou-se o símbolo da cultura, da língua e do território occitano.

### Exemplos de uso da cruz occitana
Além da própria bandeira da Occitânia, diversas outras também utilizam a cruz occitana, presente ainda em muitos brasões, emblemas e logotipos:

#### Regiões

Antigo condado de Forcalquier, antigo marquesado da Provença, Languedoc (antigo condado de Toulouse)
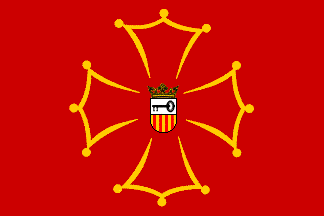
Bandeira do Vale de Arão
Bandeira de Languedoque-Rossilhão
Bandeira de Meio-Dia-Pirenéus
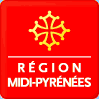
Logotipo de Meio-Dia-Pirenéus

#### Departamentos franceses

Brasão de Aude
Brasão de Gard
Brasão de Altos Alpes
Brasão de Alto Garona
Brasão de Hérault
Brasão de Tarn
- Brasão de Tarn-et-Garonne

#### Comunas francesas

Blagnac, Languedoc
Fanjeaux, Languedoc
Moissac, Carcin
Port-la-Nouvelle, Languedoc
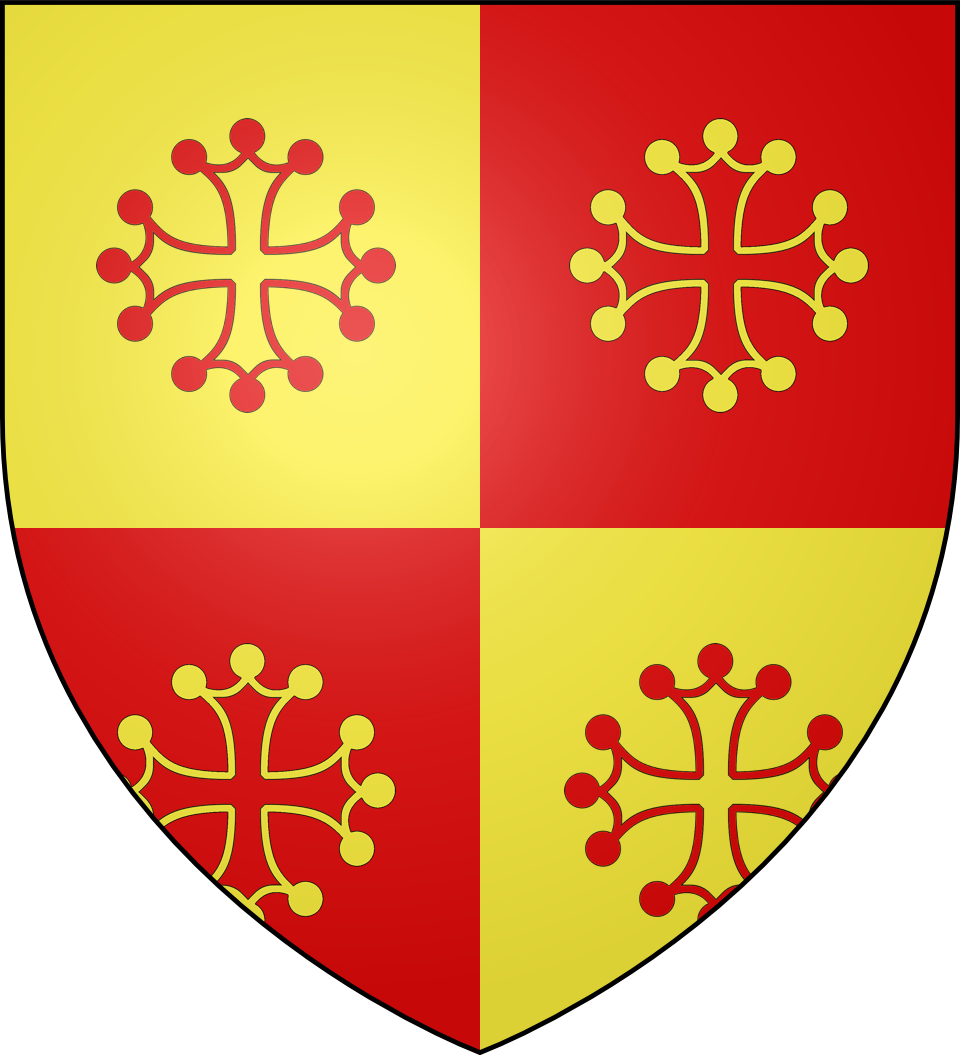
Saint-Didier (Vaucluse), Provença
Castelsarrasin, Languedoc
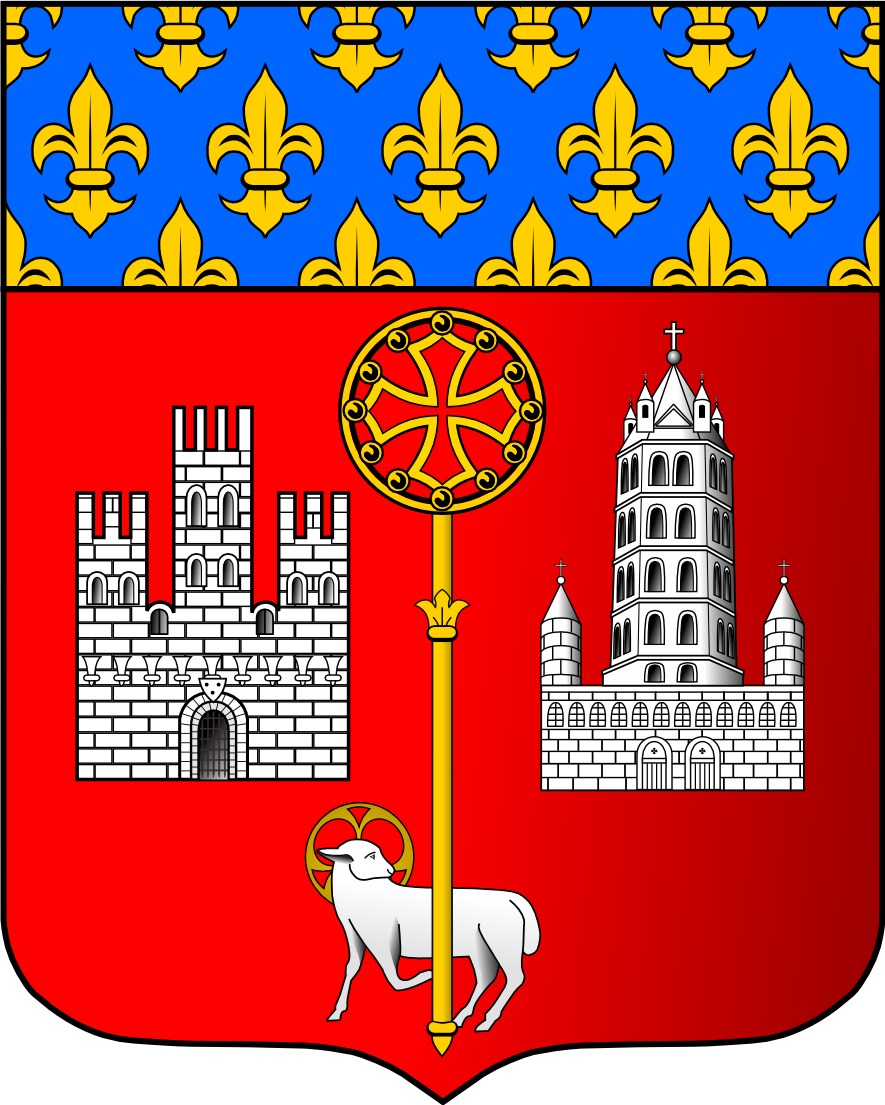
Toulouse, Languedoc
Travaillan, Provença
Venasque, Provença

#### Outros
- Placa de sinalização em Toulouse